# John Eliot Howard
John Eliot Howard ( 11 de noviembre de 1807 , Plaistow, Londres - 22 de noviembre de 1883 , Edmonton, Londres) fue un químico, botánico inglés, destacado quinólogo del siglo XIX, notable por su obra pionera con el desarrollo de la quinina.
Se casa con Maria Crewdson el 9 de septiembre de 1830.
Howard fue elegido miembro de la Royal Society y autor, incluyendo The Quinology of the East Indian Plantations (1869-1876), y de temas religiosos como un comentario de la Epístola a los Hebreos, e históricos como The Island Of The Saints, acerca de la reforma Protestante en Irlanda.
Howard fue originalmente cuáquero, pero se convierte a través de encuentros con evangelistas en la nueva "Brooks Street Meeting House en Tottenham", hoy "Brook Street Chapel", que había sido fundada entre 1838 y 1839 por otros devotos cristianos como el padre de Howard, el célebre meteorólogo Luke Howard, el 'nombrador de nubes'. Un retrato de padre e hijo cuelga en la National Portrait Gallery de Londres.

## Otras publicaciones
- 1853. Examination of Pavon's collection of Peruvian barks contained in the British Museum. Ed. Hallier

- 1854. Observations on the specimens of Peruvian bark presented to the Museum of the Pharmaceutical Society, 17 de mayo 1854

- 1855a. Examination of botanic specimens at Kew, 1855

- 1855b. Appendix to the examination of Pavon's collection of Peruvian barks contained in the Britsh Museum

- 1856. On the tree producing red cinchona bark. 6 pp.

- Howard, JE, W Fitch, J Pavón. 1859. Illustrations of the Nueva Quinologia of Pavon, with coloured plates, by W. Fitch, ... and observations on the barks described

- 1862. Illustrations of the Nueva quinologia of Pavon,: With coloured plates by W. Fitch, F.L.S., and observations on the barks decribed. Ed. L. Reeve & Co. 4 pp.

## Honores

### Eponimia
Géneros botánicos
- (Aristolochiaceae) Howardia Klotzsch[5]

- (Rubiaceae) Howardia Wedd.[6]

Especies, 70, entre ellas
- (Asteraceae) Aster howardii ex A.Gray) S.F.Blake[7]

- (Onagraceae) Oenothera howardii (A.Nelson) W.L.Wagner[8]

- (Rubiaceae) Cinchona howardiana Kuntze[9]
- La abreviatura «Howard» se emplea para indicar a John Eliot Howard como autoridad en la descripción y clasificación científica de los vegetales.[10]